# پیر آگوست کوت

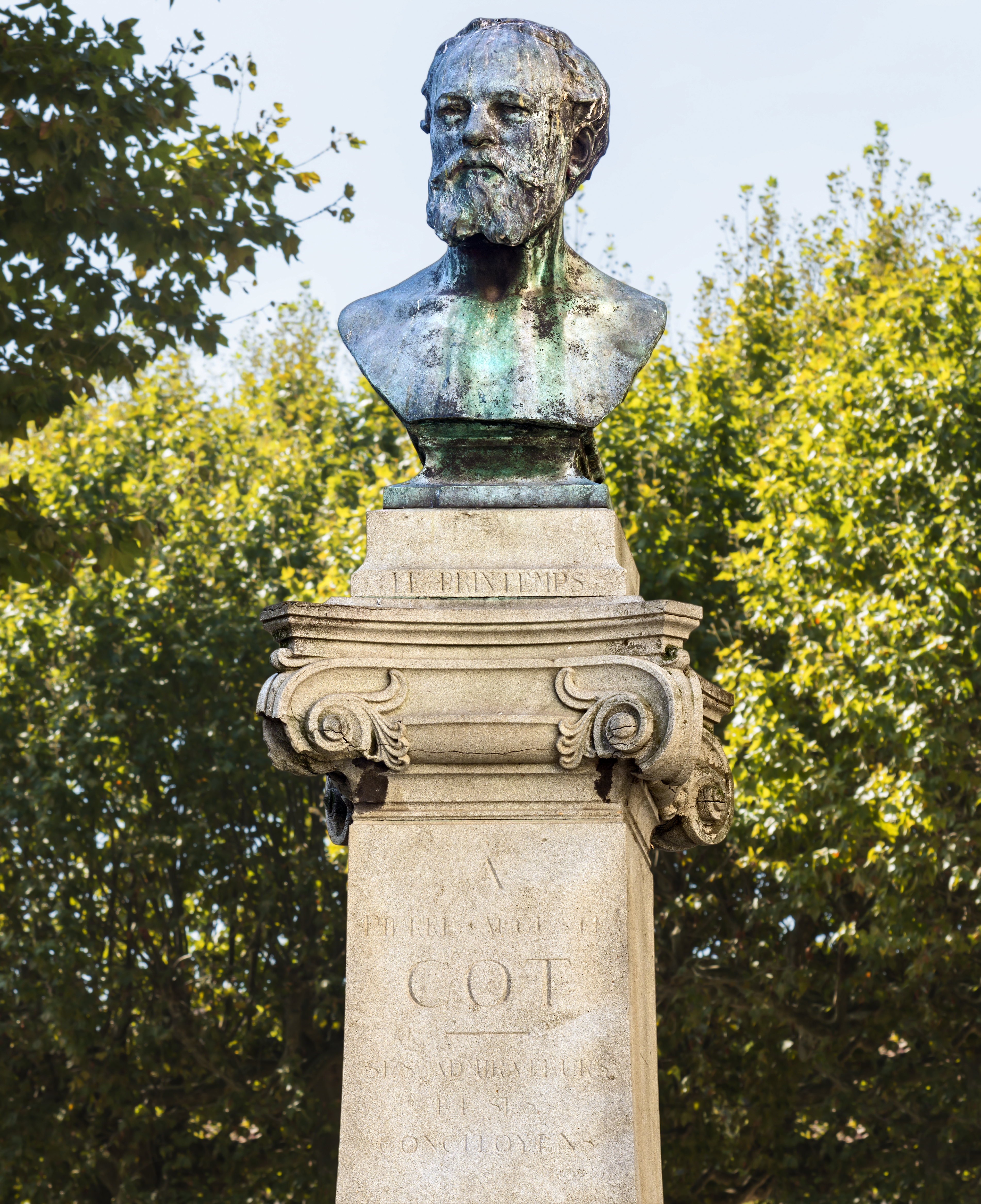
پیر آگوست کوت

پیر آگوست کوت (انگلیسی: Pierre Auguste Cot) (زاده ۱۷ فوریه ۱۸۳۷ و درگذشته ۲ اوت ۱۸۸۳) نقاش اهل فرانسه و شاگرد ویلیام-آدولف بوگرو بود. او عضو هنر آکادمیک فرانسه بود. برخی کارهای او در موزه متروپولیتن نیویورک نگهداری می‌شود.

## نگارخانه

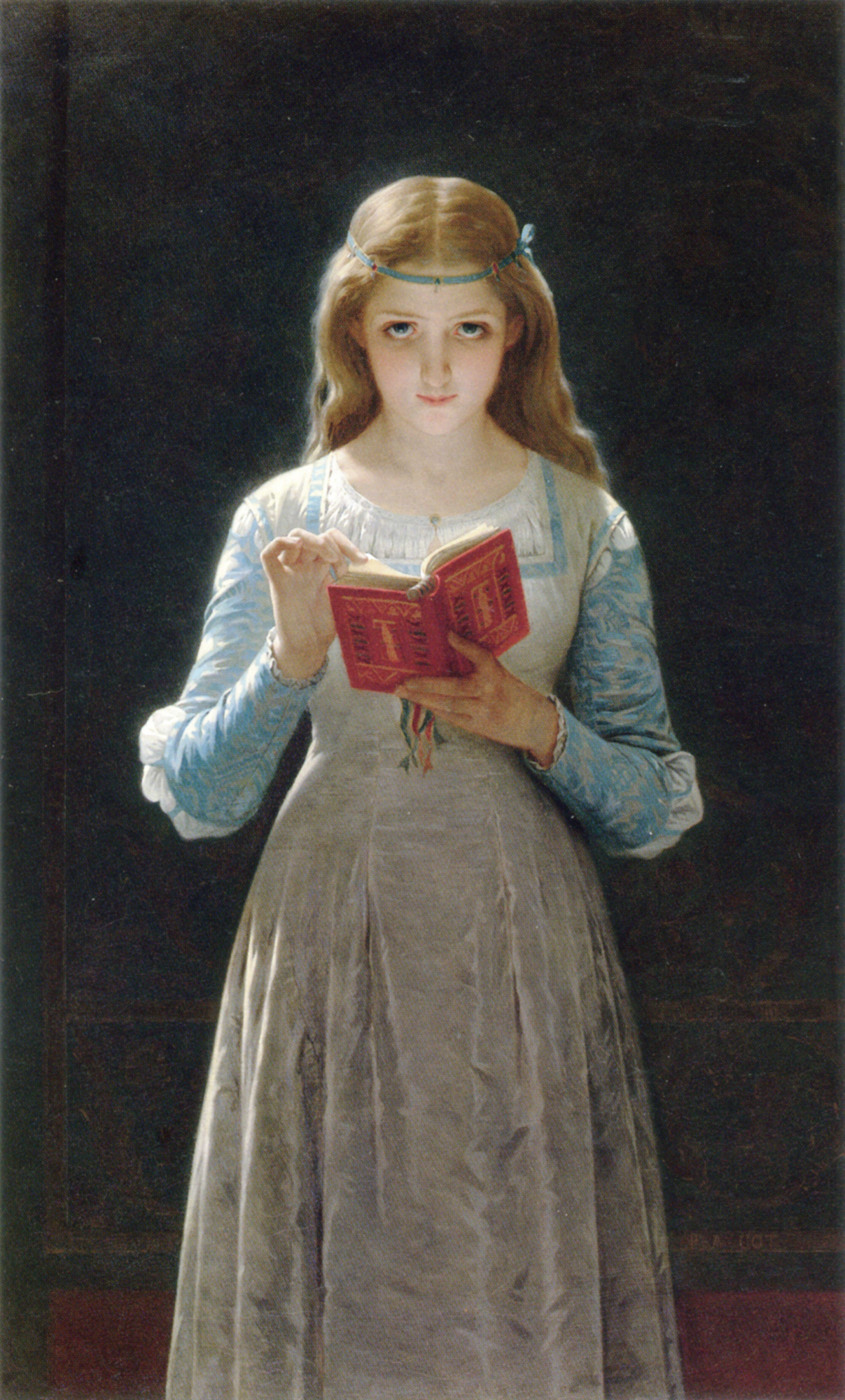
اوفلیا - ۱۸۷۰ میلادی
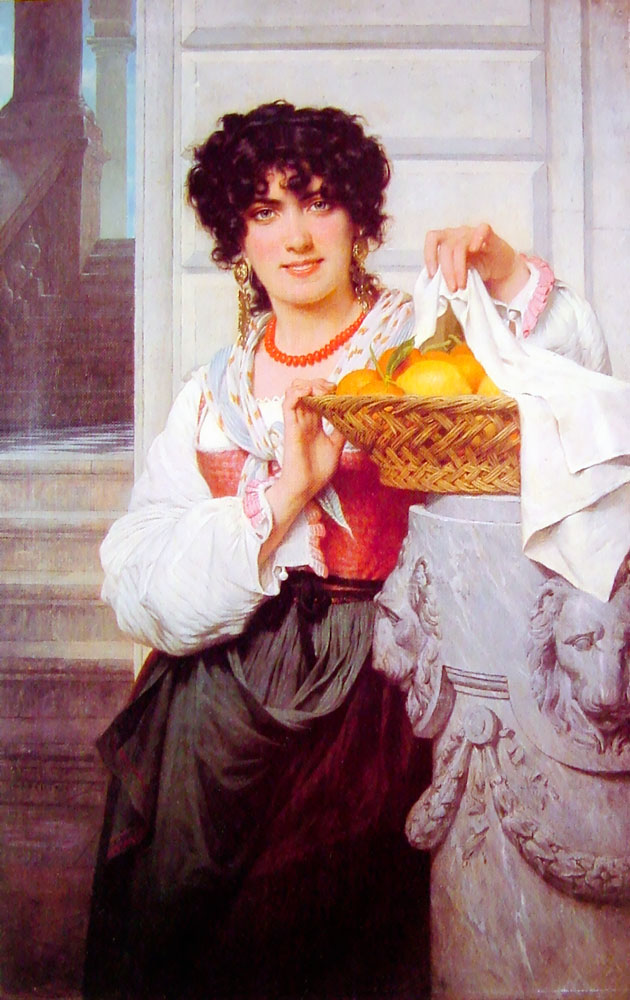
دختری با سبد پرتقال و لیمو - ۱۸۷۱
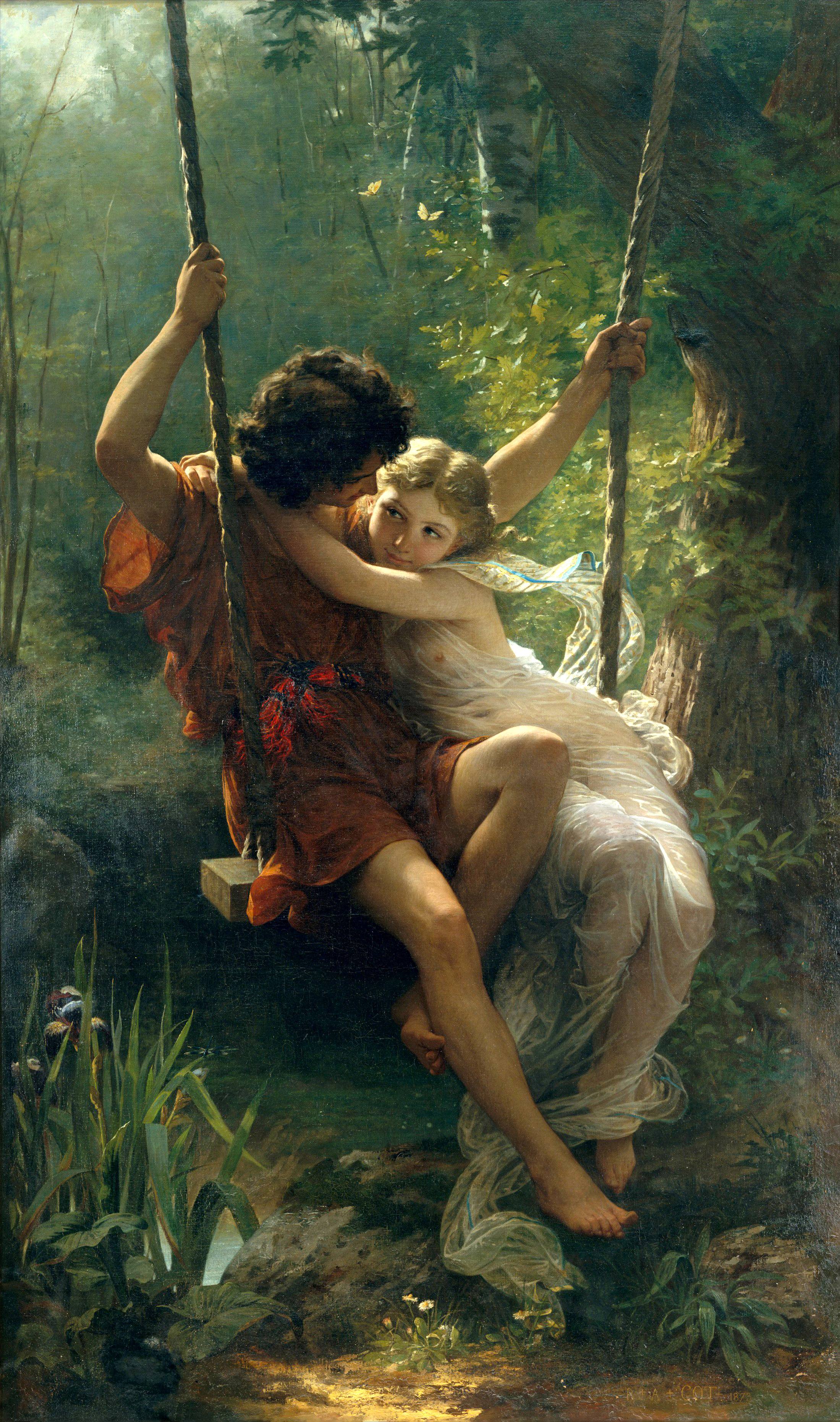
بهار - ۱۸۷۳ - محل نگهداری موزه متروپولیتن نیویورک